# NPP Zvezda

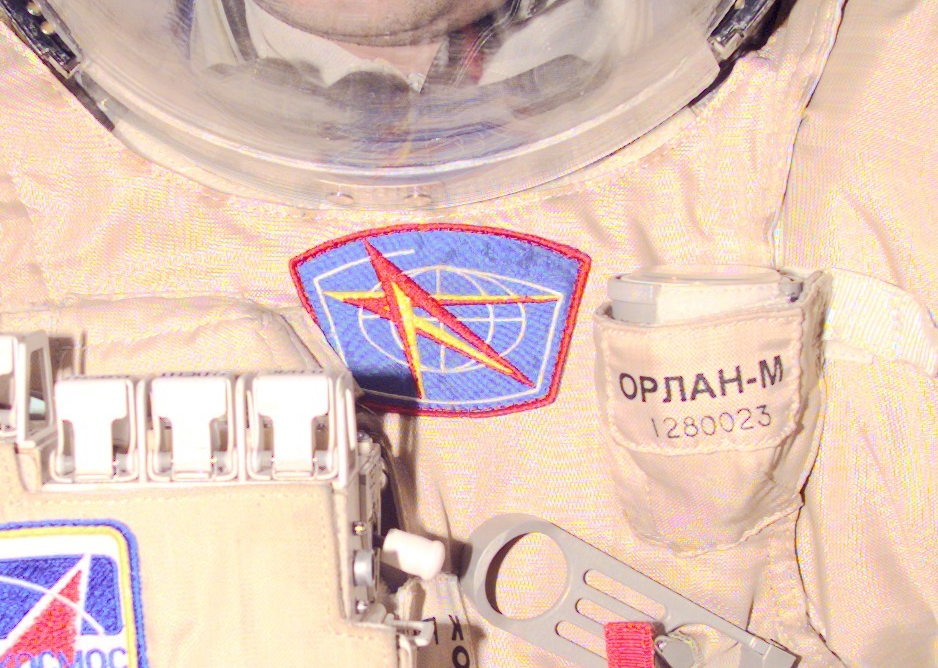
Logo Zvezda sur une combinaison spatiale Orlan-M

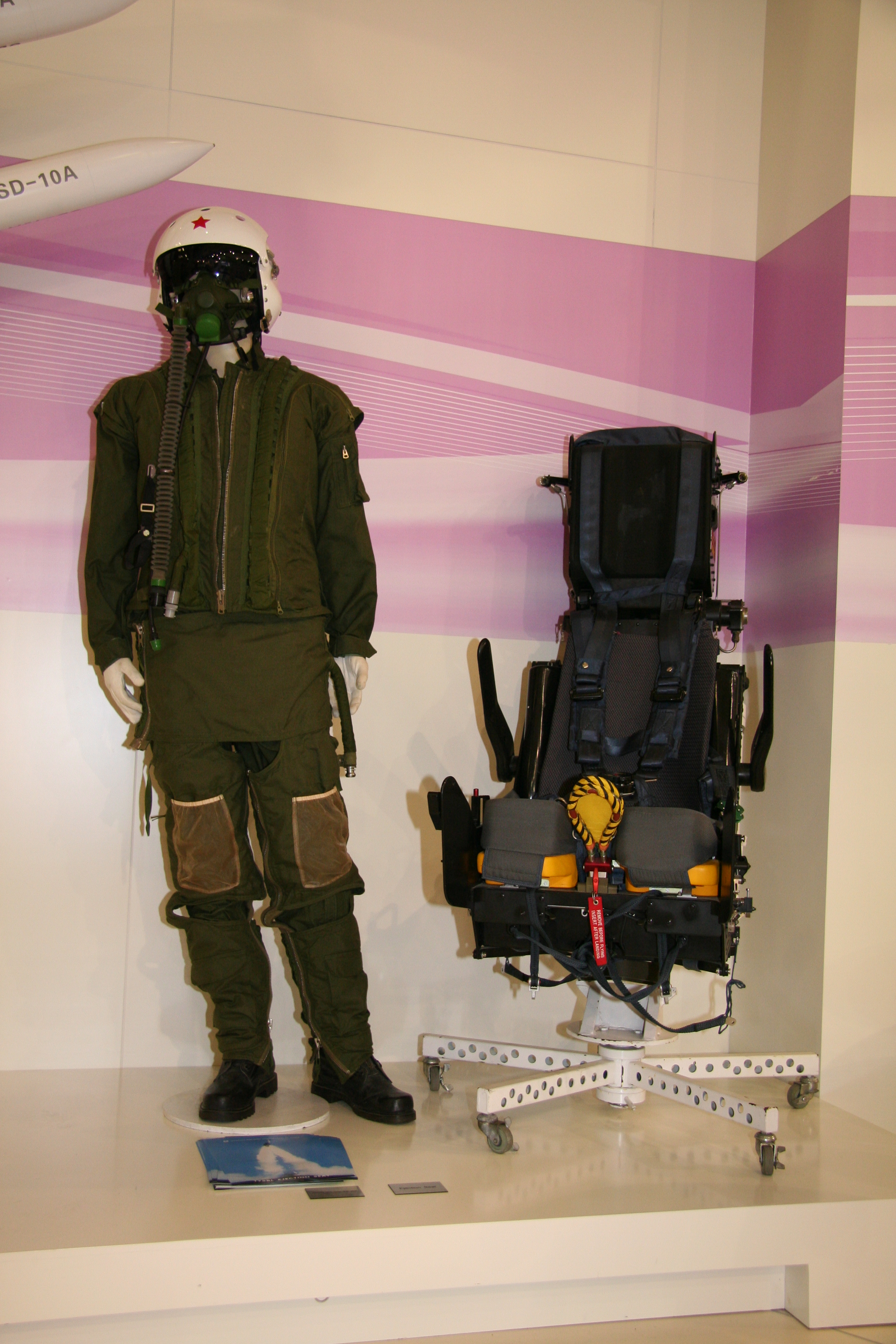
Siège éjectable NPP Zvezda K-36D, exposé au salon du Bourget 2009.

NPP Zvezda (НПП Звезда en russe, zvezda signifie « étoile ») ou RD&PE Zvezda, est un équipementier russe de systèmes de survie pour le vol à haute altitude ainsi que pour les vols spatiaux habités. Les produits fabriqués sont des combinaisons spatiales, sièges éjectables, glissières d'évacuation d'avion, des gilets de sauvetage et des extincteurs. L'entreprise est située à Tomilino (en) à environ 25 km de Moscou.

## Histoire
Le nom de l'entreprise change plusieurs fois (usine no 918, boîte postale A-3927, Entreprise d’ingénierie mécanique Zvezda, puis RD&PE Zvezda). Elle devient une société anonyme en 1994 et se nomme Research, Development & Production Entreprise Zvezda.
Gaï Severine est le concepteur et directeur général de l'entreprise de 1964 jusqu'en 2008. Sergueï S. Pozdnyakov lui succède en 2008.

### Combinaisons spatiales
L'entreprise est fondée en 1952 pour développer des combinaisons pressurisées pour l'aviation et des systèmes de ravitaillement en vol pour le programme de recherche spatiale de l'URSS. Dans les années 1960, elle commence la conception de combinaisons spatiales notamment celle portée par Youri Gagarine ainsi que la combinaison Berkut d'Alexeï Leonov avec son système de survie (1965). Elle conçoit également des combinaisons spatiales pour le programme lunaire, ainsi que la combinaison Orlan-M utilisée pour effectuer les sorties extravéhiculaires des cosmonautes de la station spatiale Mir puis plus tard en 1997 avec une version modifiée pour la station spatiale internationale (ISS).

### Sièges éjectables
Zvezda est également le principal fabricant russe de sièges éjectables des avions de combat russes[réf. souhaitée].

### Ouvrages
- (en) I. P. Abramov, Isaak Pavlovich Abramov et Å. Ingemar Skoog, Russian spacesuits, Springer Praxis Books in Space Exploration, 2003, 366 p. (ISBN 1-85233-732-X et 9781852337322)
- (en) Brian Harvey, Russia in space : the failed frontier?, Londres, Springer, 2001, 330 p. (ISBN 1-85233-203-4 et 9781852332037, lire en ligne)